# The Chicago Lincoln
The Chicago Lincoln (denominata anche Beardless Lincoln) è una statua con base in granito rosa raffigurante il presidente degli Stati Uniti d'America Abraham Lincoln in piedi, senza barba, posizionata a Lincoln Square (Chicago). Fu progettata da Lloyd Ostendorf per un concorso cittadino e modellata dallo scultore Avard Fairbanks ed infine eretta il 16 ottobre del 1956.

## Descrizione
La statua mostra Lincoln quando apparve durante una visita per vari discorsi ed eventi come la Convention River and Harbor o quando incontrò il Vicepresidente degli Stati Uniti d'America Hannibal Hamlin per discutere dell'organizzazione del suo Gabinetto (ufficio).
L'opera d'arte venne destinata a simboleggiare la libertà e mostra Lincoln con una serie di libri e il suo cilindro (abbigliamento) nella mano sinistra, mentre la destra poggia su un podio. Sulla faccia meridionale del piedistallo l'iscrizione recita: "LA SOCIETÀ LIBERA NON È, E NON SARÀ UN DIFETTO. Abraham Lincoln. Chicago, 10 dicembre 1856".
La scultura in bronzo è una rappresentazione più ampia della vita di Lincoln; la sua altezza misura 7 piedi e 6 pollici (229 cm) rispetto all'altezza effettiva di Lincoln di 6 piedi e 4 pollici (193 cm).

## Costruzione
Fairbanks, l'autore, riferì che inizialmente creò uno schizzo seguito da un piccolo modello in argilla della statua prima di iniziare il lavoro sulla statua a grandezza naturale. L'argilla utilizzata nella statua finale proviene dall'Illinois.
Per la preparazione fu costruita un'armatura (scultura) con legno, rete metallica e un'asta di ferro per mantenere la statua in posizione verticale mentre veniva creata. Fairbanks costruì inizialmente la statua anatomicamente nuda, per poi muoversi per aggiungervi i vestiti e lavorò alle estremità verso la fine del suo lavoro.
Il podio fu progettato sulla base della revisione fatta delle fotografie di Lincoln durante la sua campagna elettorale per le elezioni presidenziali negli Stati Uniti d'America del 1860.